# Chikungunya
Chikungunya är en virussjukdom med symptom liknande denguefeber. Det finns inget motmedel mot viruset, men sjukdomen går över av sig själv efter en tid.

## Allmän beskrivning, systematik, morfologi
Chikungunyaviruset isolerades från en patient i östra Afrika 1952 . Patientens kliniska symtom liknade symtomen vid denguefeber. Sjukdomen fick namnet chikungunya vilket betyder ``det som böjs upp´´ på det lokala språket och syftar på de allvarliga ledsmärtor som sjukdomen orsakar. Chikungunya är ett alfavirus tillhörande familjen Togaviridae . Virusets kapsid är 70 nm i diameter och har en icosahedral form. Kapsiden har ett membran som viruset tar med sig när det knoppas av från den infekterade värdcellen. Från membranet skjuter cirka 80 trimeriska virala ytantigen ut. Dessa glykoproteiner använder viruset för att binda till och infektera värdcellen. Det virala genomet utgörs av en enkelsträngad RNA-molekyl med positiv polaritet.

## Symptom
Virussjukdomen orsakar symtom som karaktäriseras av en intensiv smärta i leder, muskler, rygg samt huvudvärk, ljusöverkänslighet, feber och ibland även utslag. Led- och muskelvärken kan vara kronisk och återkommande vilket skiljer chikungunya från till exempel denguefeber. Alla smittade uppvisar dock inte dessa kliniska manifestationer då 3–25 % av de som blir infekterade inte har några symtom. Inkubationstiden är 2–10 dagar. Febern pågår ungefär en vecka och sammanfaller med viremi, det vill säga höga halter av virus i blodet. Febern avtar sedan vanligen efter att virustitern i blodet sjunker. Virusreplikationen sker främst i muskler, leder och hud vilket leder till inflammation och smärta. Hos nyfödda, äldre och personer försvagade av andra sjukdomar kan även levern, mjälten och hjärnhinnan drabbas. Virusinfektion hos dessa grupper kan orsaka allvarliga symtom som inflammation i hjärna, hjärta och lever, kardiovaskulära och respiratoriska rubbningar samt njursvikt . Den har inte ansetts dödlig, men under 2005 och 2006 har dödsfall på ön Réunion sammankopplats med sjukdomen.

## Behandling

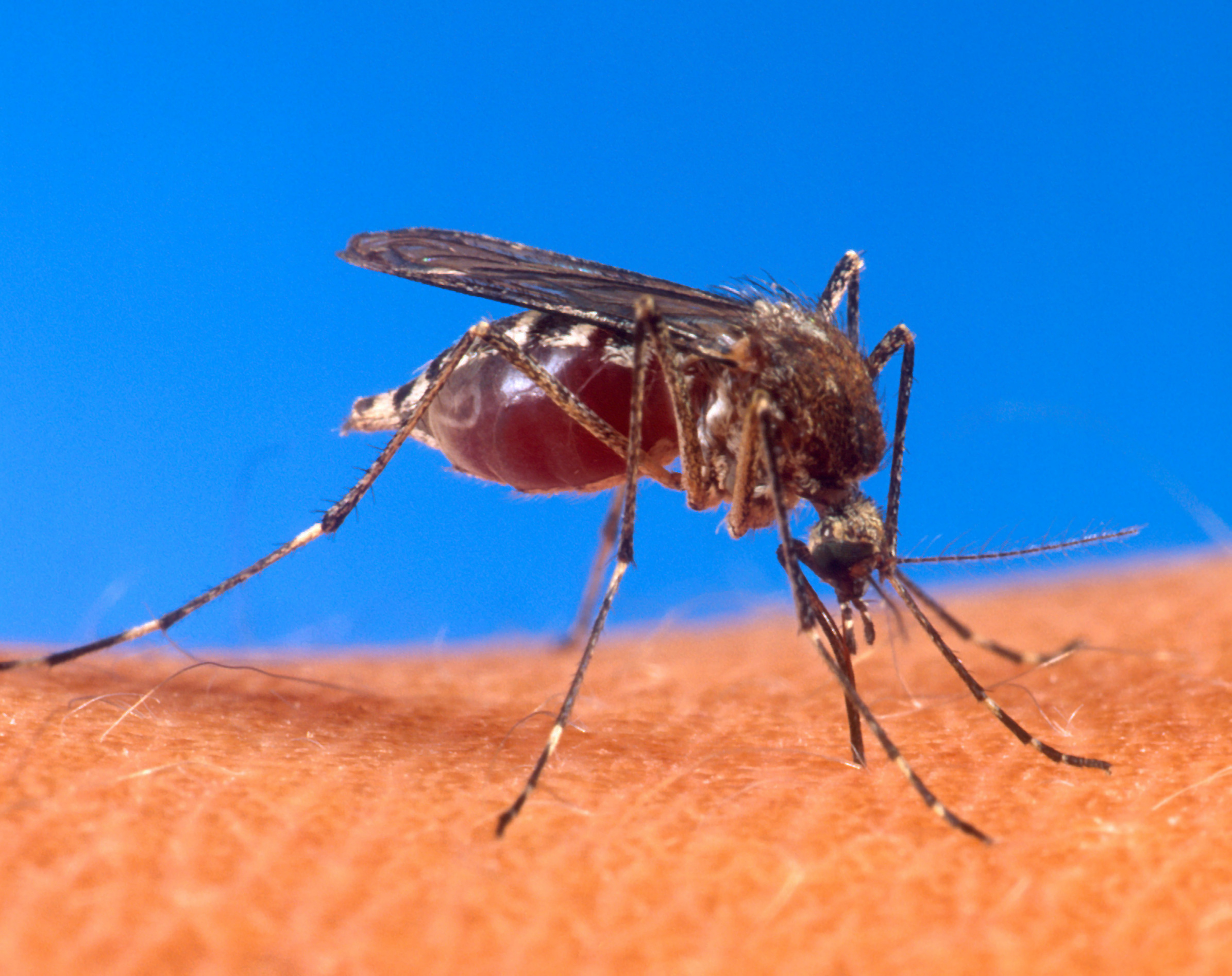
En gulafebernmygga, A. aegypti, biter en person.

Det finns inget motmedel mot viruset, men mot själva myggan kan man skydda sig på samma sätt som mot andra myggor. Mot infektionsbesvären kan man ta lindrande medel och sjukdomen går över av sig själv efter en tid.

## Spridning
Flera olika myggarter kan sprida viruset till människor via bett. Även däggdjur och fåglar blir smittade och bildar då en reservoar för viruset vilket försvårar bekämpning av sjukdomen. De huvudsakliga myggvärdarna är myggor ur släktet Aedes där gulafebernmyggan, A. aegypti, och asiatiska tigermyggan, A. albopictus, är de mest uppmärksammade och viktigaste vektorerna. De är framförallt aktiva utomhus vid morgon och skymning. Myggorna kan själva smittas enkelt då de biter människor i den viremiska fasen det vill säga under de 2–10 dagar smittade har höga halter av virus i blodet. Resenärer kan bidra till sjukdomens utbredning genom att föra den vidare till länder som har lämpliga myggpopulationer. Amerika har till exempel främst haft sådana importerade fall av chikungunya till 2013 då de första lokala fallen rapporterades på den franska delen av ön Saint Martin i Karibien.

## Utbredning

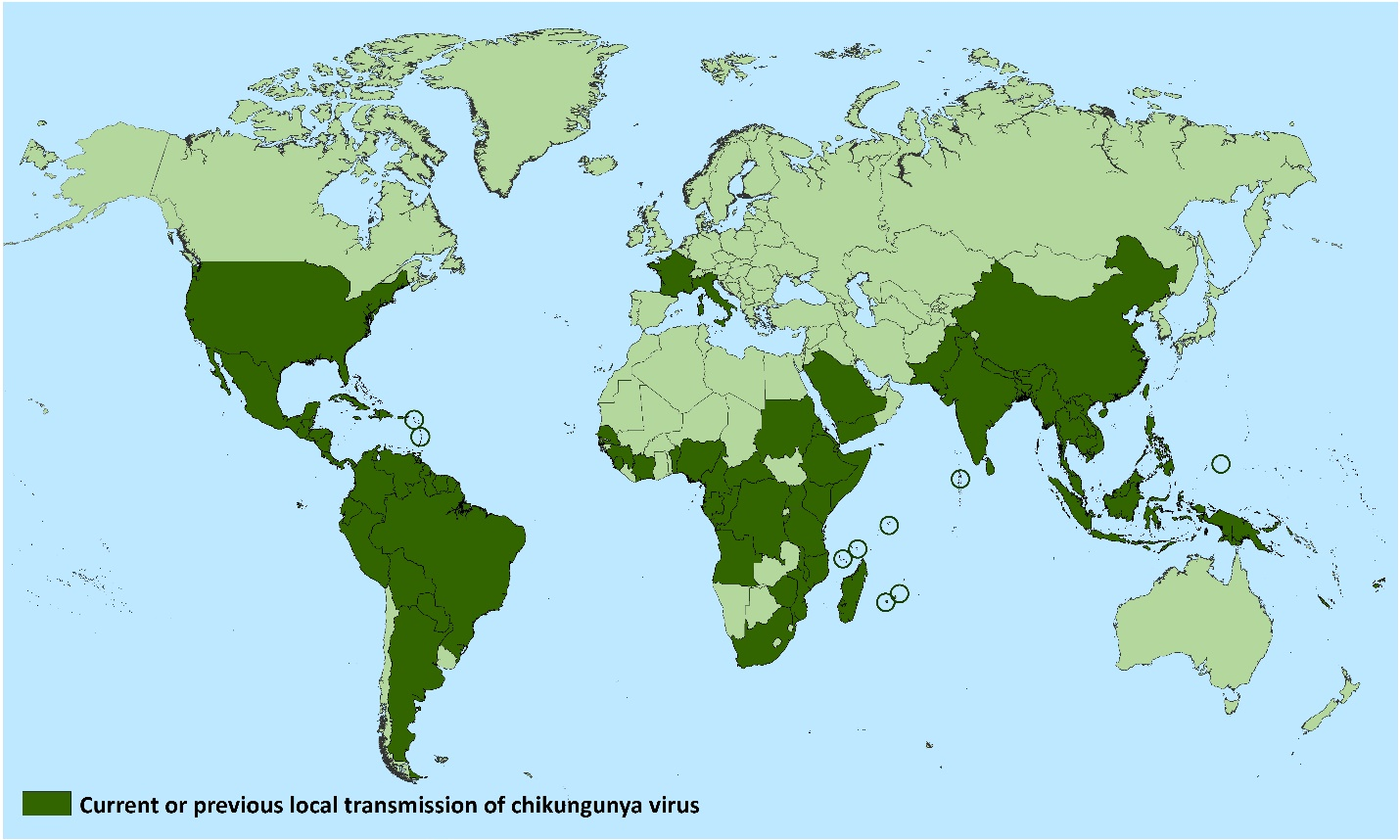
Mörkgrönt visar länder där lokala pågående smittor eller tidigare smittor funnits fram till 2019.

Chikungunya finns i Afrika, Nord- och Sydamerika, Sydostasien, Frankrike och Italien. Sedan 2014 finns sjukdomen bekräftad i Haiti, USA och El Salvador. http://reliefweb.int/disaster/ep-2014-000081-slv

## Diagnos
Sjukdomen diagnosticeras kliniskt genom feber och ledvärk som är typiska kännetecken för sjukdomen där den förekommer. Viremi kan fastställas genom att räkna antalet lymfocyter då mindre än 1000 lymfocyter per kubikmilliliter blod är associerat med viremi. För att säkert fastställa att chikungunyaviruset orsakar symtomen krävs molekylär diagnostik i form av PCR med omvänd transkription.

## Referenslista
1. ↑  ”Sign In”. doi:10.1016/0035-9203(55)90080-8. http://trstmh.oxfordjournals.org/content/49/1/28. Läst 16 mars 2016.
2. ↑  Couderc, Thérèse; Lecuit, Marc. ”Chikungunya virus pathogenesis: From bedside to bench”. Antiviral Research 121:  sid. 120–131. doi:10.1016/j.antiviral.2015.07.002. http://www.sciencedirect.com/science/article/pii/S0166354215001655. Läst 16 mars 2016.
3. ↑  Lum, Fok-Moon; Ng, Lisa F. P.. ”Cellular and molecular mechanisms of chikungunya pathogenesis”. Antiviral Research 120:  sid. 165–174. doi:10.1016/j.antiviral.2015.06.009. http://www.sciencedirect.com/science/article/pii/S0166354215001400. Läst 16 mars 2016.
4. 1 2  Couderc, Thérèse; Lecuit, Marc. ”Chikungunya virus pathogenesis: From bedside to bench”. Antiviral Research 121:  sid. 120–131. doi:10.1016/j.antiviral.2015.07.002. http://www.sciencedirect.com/science/article/pii/S0166354215001655. Läst 16 mars 2016.
5. ↑  ”Chikungunyavirus-infektion — Folkhälsomyndigheten”. www.folkhalsomyndigheten.se. Arkiverad från originalet den 16 augusti 2014. https://web.archive.org/web/20140816051817/http://www.folkhalsomyndigheten.se/amnesomraden/smittskydd-och-sjukdomar/smittsamma-sjukdomar/chikungunyavirus-infektion/. Läst 16 mars 2016.
6. ↑  Guerrant, R.L., Walker, D.H., Weller, P.F., (2006). Tropical Infectious Diseases (Second Edition)  Principles, Pathogens, & Practice. sid. 831-838. Läst 16 mars 2016
7. ↑  Vega-Rúa, Anubis; Zouache, Karima; Girod, Romain. ”High Level of Vector Competence of Aedes aegypti and Aedes albopictus from Ten American Countries as a Crucial Factor in the Spread of Chikungunya Virus” (på engelska). Journal of Virology 88 (11):  sid. 6294–6306. doi:10.1128/JVI.00370-14. ISSN 0022-538X. http://jvi.asm.org/content/88/11/6294. Läst 16 mars 2016.
8. ↑  Lum, Fok-Moon; Ng, Lisa F. P.. ”Cellular and molecular mechanisms of chikungunya pathogenesis”. Antiviral Research 120:  sid. 165–174. doi:10.1016/j.antiviral.2015.06.009. http://www.sciencedirect.com/science/article/pii/S0166354215001400. Läst 16 mars 2016.
9. ↑  ”PAHO WHO | Pan American Health Organization | World Health Organization America |”. www.paho.org. http://www.paho.org/hq/index.php%20?option_com_docman&task_doc_view&gid_23806%09&Itemid_999999%20&lang_en. Läst 4 augusti 2014.
10. ↑  ”Geographic Distribution”. www.cdc.gov. http://www.cdc.gov/chikungunya/geo/index.html. Läst 16 mars 2016.
11. ↑  Weaver, Scott C.; Lecuit, Marc. ”Chikungunya Virus and the Global Spread of a Mosquito-Borne Disease”. New England Journal of Medicine 372 (13):  sid. 1231–1239. doi:10.1056/NEJMra1406035. ISSN 0028-4793. http://dx.doi.org/10.1056/NEJMra1406035. Läst 16 mars 2016.